# Argyrolobium uniflorum
Argyrolobium uniflorum är en ärtväxtart som först beskrevs av Joseph Decaisne, och fick sitt nu gällande namn av Hippolyte François Jaubert och Édouard Spach. Argyrolobium uniflorum ingår i släktet Argyrolobium och familjen ärtväxter. Inga underarter finns listade i Catalogue of Life.